# Creed (film)
Creed je sportsko-dramski film čiji je scenarist i redatelj Ryan Coogler, suradnik na scenariju Aaron Covington i producent Sylvester Stallone, koji ujedno i glumi u glavnoj ulozi. Među ostalim glavnim glumcima su Michael B. Jordan, Tessa Thompson, Tony Bellew i Graham McTavish. Sedmi je film iz Rocky serijala.

## Premisa
Sin Apolla Creeda, Adonis Johnson Creed, putuje prema Philadelphiji, gdje upoznaje Rockyja Balbou i traži od njega da ga trenira.

## Glumci
- Sylvester Stallone kao Rocky Balboa[2]
- Michael B. Jordan kao Adonis Johnson Creed[2]
- Tessa Thompson[3] kao Bianca[4]
- Tony Bellew kao "Lijepi" Ricky Conlan[5]
- Graham McTavish kao Tommy Holiday[6]
- Phylicia Rashād kao Mary Anne Creed[7]
- Andre Ward[5]

## Vanjske poveznice
- Creed u internetskoj bazi filmova IMDb-a